# Sâm Ngọc Linh

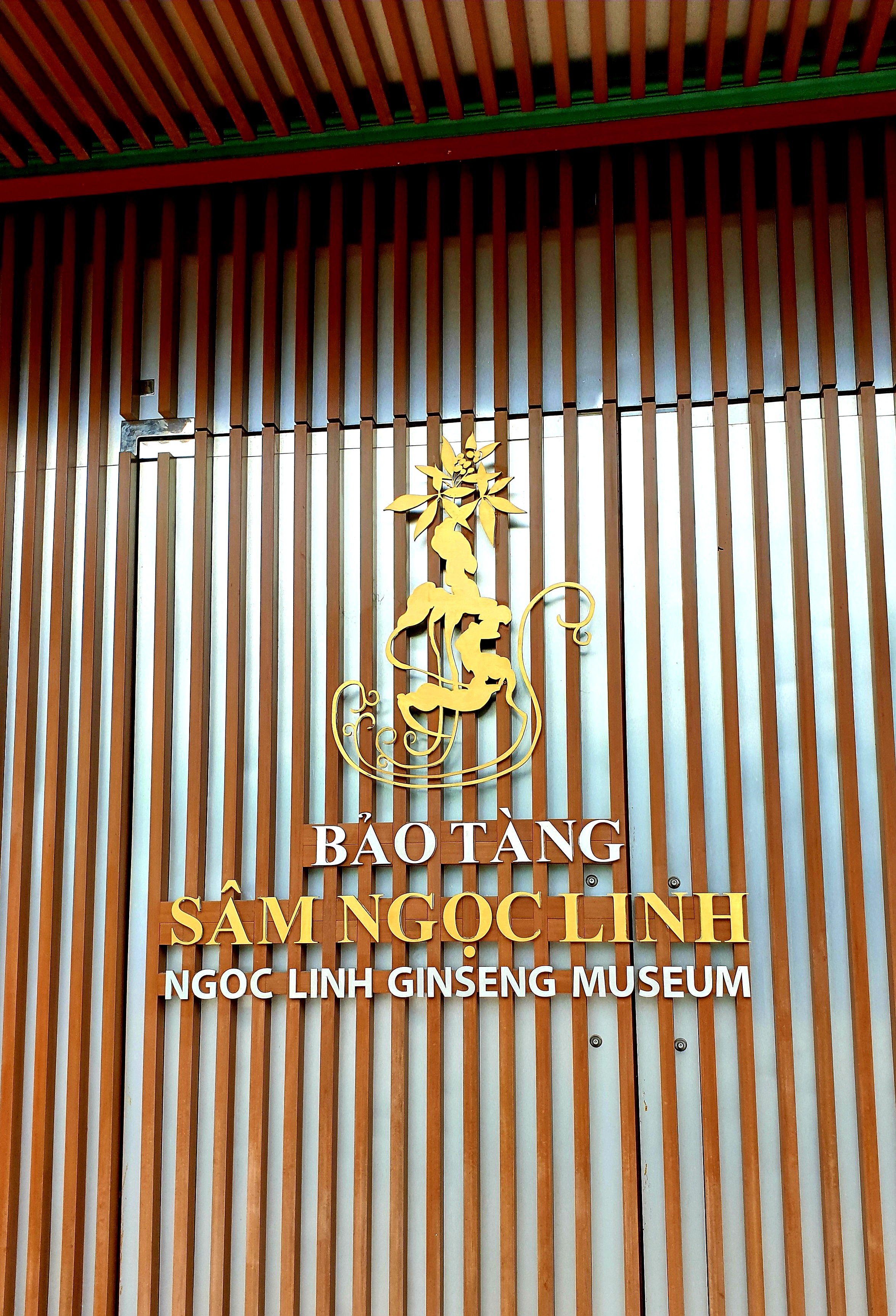
Bảo tàng sâm Ngọc Linh ở đường Nguyễn Sơn tại Tân Phú

Sâm Ngọc Linh (danh pháp hai phần: Panax vietnamensis) là một loài cây thuộc Họ Cuồng cuồng (Araliaceae), còn gọi là sâm Việt Nam, sâm Khu Năm (sâm K5), sâm trúc (sâm đốt trúc, trúc tiết nhân sâm), củ ngải rọm con hay cây thuốc giấu, là loại sâm quý được tìm thấy tại miền Trung Trung Bộ Việt Nam, mọc tập trung ở các huyện miền núi Ngọc Linh thuộc huyện Đăk Tô và huyện Tu Mơ Rông tỉnh Kon Tum, huyện Nam Trà My tỉnh Quảng Nam. Ngoài Ngọc Linh, sâm còn phân bố tại núi Ngọc Lum Heo thuộc xã Phước Lộc, huyện Phước Sơn và còn có thể có ở đỉnh Ngọc Am tỉnh Quảng Nam theo những kết quả điều tra mới nhất. Trên độ cao 1.200 đến 2.100m, sâm Ngọc Linh mọc dày thành đám dưới tán rừng dọc theo các suối ẩm trên đất nhiều mùn.
Sâm Ngọc Linh cũng là loại nhân sâm thứ 20 được tìm thấy trên thế giới. Theo kết quả nghiên cứu từ năm 1978 của Bộ Y tế Việt Nam, phần thân rễ của cây sâm Ngọc Linh Việt Nam chứa 26 hợp chất saponin có cấu trúc hóa học đã biết và 24 saponin có cấu trúc mới không có trong các loại sâm khác, trong khi sâm Triều Tiên có khoảng 25 saponin. Những kết quả nghiên cứu, phân lập thành phần hóa học mới nhất được công bố còn kéo dài danh sách saponin của sâm Ngọc Linh hơn nữa, lên tổng cộng 52 loại. Như vậy, sâm Việt Nam là một trong những loại sâm có hàm lượng saponin nhiều nhất, tương tự một số cây sâm quý đã từng được nghiên cứu sử dụng từ lâu trên thế giới. Hợp chất hóa học đa dạng và tác dụng thực tiễn đối với sức khỏe của con người khiến sâm Ngọc Linh hiện nay được bán trên thị trường với giá càng ngày càng cao, thậm chí còn cao hơn sâm Triều Tiên nhiều lần.

## Lịch sử phát hiện
Trước khi có sự phát hiện từ phía các nhà khoa học, sâm Ngọc Linh đã được các đồng bào dân tộc thiểu số Trung Trung bộ Việt Nam, đặc biệt là dân tộc Xê Đăng, sử dụng như một loại củ rừng, mà họ gọi là củ ngải rọm con hay cây thuốc giấu, chữa nhiều loại bệnh theo các phương thuốc cổ truyền. Dựa trên những thông tin lưu truyền trong cộng đồng các dân tộc thiểu số Quảng Nam, Kon Tum về một loại củ quý hiếm trên núi Ngọc Linh có tác dụng tốt đối với sức khỏe con người, và do nhu cầu của kháng chiến đã khiến ngành dược khu Trung Trung Bộ quyết phải tìm ra cây sâm chi Panax tại miền Trung, mặc dù trước đó nhiều nhà khoa học cho rằng chi Panax chỉ có ở miền Bắc.
Năm 1973, khu Y tế Trung Trung Bộ cử một tổ 4 cán bộ do dược sĩ Đào Kim Long làm trưởng đoàn, kỹ sư Nguyễn Bá Hoạt, dược sĩ Nguyễn Châu Giang, dược sĩ Trần Thanh Dân là thành viên, đi điều tra phát hiện cây sâm theo hướng chân núi Ngọc Linh thuộc huyện Đắc Tô tỉnh Kon Tum. Khi đoàn lên tỉnh Kon Tum, Ban Dân y Kon Tum cử thêm dược tá Nguyễn Thị Lê trợ giúp cho đoàn, dẫn đường lên núi Ngọc Linh. Sau nhiều ngày vượt suối băng rừng, đến 9 giờ sáng ngày 19 tháng 3 năm 1973, ở độ cao 1.800 mét so với mặt biển, đoàn đã phát hiện hai cây sâm đầu tiên và ngay buổi chiều cùng ngày đã phát hiện được một vùng sâm rộng lớn thuộc phía Tây núi Ngọc Linh. Sau 15 ngày nghiên cứu toàn diện về hình thái, sinh thái, quần thể, quần lạc, phân bố, di cư và phát tán, dược sĩ Đào Kim Long đã xác định núi Ngọc Linh là quê hương của cây sâm mới, đặc biệt quý hiếm, chưa từng xuất hiện tại bất cứ nơi nào khác trên thế giới. Theo đánh giá của Tiến sĩ Trần Chí Liêm, Thứ trưởng Bộ Y tế Việt Nam: đây là cống hiến quan trọng cho khoa học, bổ sung tri thức mới về vùng phân bố chi Panax xuống tới vĩ tuyến 15 và bổ sung cho chi Panax họ Araliaceae một loài mới. Sau khi sâm được phát hiện, Khu uỷ Khu 5 đã chỉ đạo Ban Dân y bí mật bảo vệ và khai thác, giao cho xưởng Dược Trung Trung Bộ chế biến làm thuốc phục vụ cán bộ, chiến sĩ và nhân dân; đồng thời gửi mẫu ra Bộ Y tế, Viện Dược liệu Hà Nội nghiên cứu.
Những năm sau khi hòa bình lập lại, tháng 10 năm 1978 một tổ công tác thứ hai lên vùng núi Ngọc Linh với nhiệm vụ ước lượng sơ bộ diện tích sâm mọc. Kết quả chuyến đi là việc tìm ra được một vùng dài hàng chục kilômét, có trữ lượng khoảng 6.000-7.000 cây sâm mọc dày đặc với mật độ từ 1 mét vuông một cây đến 7,8 mét vuông một cây.
Nǎm 1979, Ty Y tế Quảng Nam tổ chức điều tra ở 5 xã của huyện Trà My với sự giúp đỡ của Đại học Y Dược Thành phố Hồ Chí Minh. Kết quả đợt điều tra là việc tìm thấy 1.337 cây trong 211 ô tiêu chuẩn. Trọng lượng trung bình thân rễ sâm là 5,26 gam; số thân có trọng lượng trên 25 gam là 7,39% và số thân rễ có trên 10 sẹo (ước tính trên 8 năm tuổi) là 36,9%. Đợt điều tra này đã thu được 1 thân rễ có tới 52 sẹo (ước tính cây trên 50 năm tuổi), đường kính 1,2 cm, tuy đây chưa phải là thân rễ sống lâu nhất. Trong những đợt tìm kiếm, điều tra về sau còn phát hiện ra cây khoảng 82 năm tuổi có rễ, củ và thân rễ dài hơn nửa mét.

## Danh pháp khoa học
Ngày 8 tháng 6 năm 1973 tại văn phòng ban dân y quân khu 5 dược sĩ Đào Kim Long, chủ nhiệm đề tài nghiên cứu sâm Ngọc Linh đã nêu rõ đặc điểm hình thái, sinh thái học, quần thể, thảm thực vật, khả năng thích nghi, cách phát tán, khả năng tái sinh của cây nhân sâm này, kèm theo báo cáo có các tiêu bản mẫu cây ép khô, ảnh chụp và 3 kg sâm đã phơi khô. Đào Kim Long đã tự đặt danh pháp khoa học cho loài sâm Ngọc Linh là Panax articulatus KL Dao. Năm 1985 loài Nhân sâm Việt Nam được chính thức công bố tại Viện Thực vật Kamarov (Liên Xô cũ) bởi Hà Thị Dung và I. V. Grushvistky với danh pháp khoa học là Panax vietnamesis Ha & Grushv. (1985), thuộc họ Araliaceae. Năm 2004 danh pháp đầy đủ và đúng nhất của Sâm Ngọc Linh được ngành thực vật học thế giới công nhận là Panax vietnamensis Ha & Grushv., Bot. Zhurn. (Moscow & Leningrad) 70: 519 (1985).
Năm 2003, tại khu vực núi cao khoảng 1.800 m ở huyện tự trị Kim Bình, châu Hồng Hà, tỉnh Vân Nam, Trung Quốc phát hiện quần thể được mô tả là một thứ của loài này với danh pháp khoa học Panax vietnamensis var. fuscidiscus K.Komatsu, S.Zhu & S.Q.Cai (2003). Phân bố: Kim Bình (Hồng Hà, Vân Nam, Trung Quốc), Phong Thổ, Mường Tè, Tam Đường, Sìn Hồ (Lai Châu, Việt Nam). Tại Việt Nam thứ này được gọi là sâm Lai Châu, còn tại Trung Quốc thì thứ này được gọi là 野三七 (dã tam thất).
Năm 2016, tại khu vực Lang Bian (Lâm Đồng) người ta phát hiện một thứ khác là Panax vietnamensis var. langbianensis Duy, V.T.Tran & L.N.Trieu (2016)

## Đặc điểm
Cây sâm được phát hiện ở độ cao từ 1.200m trở lên (có tài liệu cho biết cao độ tìm thấy sâm Ngọc Linh là khoảng 1.500m), đạt mật độ cao nhất ở khoảng từ 1.700-2.000m dưới tán rừng già, và cho tới nay chỉ có hai tỉnh Kon Tum và Quảng Nam là có cây sâm này. Sâm mọc tập trung dưới chân núi Ngọc Linh, một ngọn núi cao 2.578m với lớp đất vàng đỏ trên đá granit dày trên 50 cm, có độ mùn cao, tơi xốp và rừng nguyên sinh còn rộng, nên được gọi là sâm Ngọc Linh, tuy những nghiên cứu thực địa mới nhất cho thấy sâm còn mọc cả ở núi Ngọc Lum Heo thuộc xã Phước Lộc, huyện Phước Sơn, tỉnh Quảng Nam, đỉnh núi Ngọc Am thuộc Quảng Nam, Đắc Glây thuộc Kontum, núi Langbian ở Lạc Dương tỉnh Lâm Đồng cũng rất có thể có loại sâm này. Đây là một loại cây thân thảo sống lâu năm, cao 40 cm đến 100 cm, thoạt nhìn rất giống nhân sâm Triều Tiên, nhưng nhìn kỹ sẽ thấy thân rễ có sẹo và các đốt như đốt trúc do thân khí sinh rụng hàng năm để lại.
Sâm Ngọc Linh có dạng thân khí sinh thẳng đứng, màu lục hoặc hơi tím, nhỏ, có đường kính thân độ 4-8mm, thường tàn lụi hàng năm tuy thỉnh thoảng cũng tồn tại một vài thân trong vài năm. Thân rễ có đường kính 1–2 cm, mọc bò ngang như củ hoàng tinh trên hoặc dưới mặt đất độ 1–3 cm, mang nhiều rễ nhánh và củ. Các thân mang lá và tương ứng với mỗi thân mang lá là một đốt dài khoảng 0,5-0,7 cm, tuy sâm chỉ có một lá duy nhất không rụng suốt từ năm thứ 1 đến năm thứ 3 và chỉ từ năm thứ 4 trở đi mới có thêm 2 đến 3 lá. Trên đỉnh của thân mang lá là lá kép hình chân vịt mọc vòng với 3-5 nhánh lá. Cuống lá kép dài 6-12mm, mang 5 lá chét, lá chét ở chính giữa lớn hơn cả với độ dài 12–15 cm, rộng 3–4 cm. Lá chét phiến hình bầu dục, mép khía răng cưa, chóp nhọn, lá có lông ở cả hai mặt. Cây 4-5 năm tuổi có hoa hình tán đơn mọc dưới các lá thẳng với thân, cuống tán hoa dài 10–20 cm có thể kèm 1-4 tán phụ hay một hoa riêng lẻ ở phía dưới tán chính. Mỗi tán có 60-100 hoa, cuống hoa ngắn 1-1.5 cm, lá đài 5, cánh hoa 5, màu vàng nhạt, nhị 5, bầu một ô với 1 vòi nhụy. Quả mọc tập trung ở trung tâm của tán lá, dài độ 0,8 cm-1 cm và rộng khoảng 0,5 cm-0,6 cm, sau hai tháng bắt đầu chuyển từ màu xanh đến xanh thẫm, vàng lục, khi chín ngả màu đỏ cam với một chấm đen không đều ở đỉnh quả. Mỗi quả chứa một hạt, một số quả chứa 2 hạt và số quả trên cây bình quân khoảng 10 đến 30 quả.
Mọc dưới tán rừng ẩm, nhiều mùn, thích hợp với nhiệt độ ban ngày từ 20 °C-25 °C, ban đêm 15 °C-18 °C, sâm Ngọc Linh có thể sống rất lâu, thậm chí trên 100 năm, sinh trưởng khá chậm. Bộ phận dùng làm thuốc chủ yếu là thân rễ, củ và ngoài ra cũng có thể dùng lá và rễ con. Vào đầu tháng 1 hàng năm, sâm xuất hiện chồi mới sau mùa ngủ đông, thân khí sinh lớn dần lên thành cây sâm trưởng thành có 1 tán hoa. Từ tháng 4 đến tháng 6, cây nở hoa và kết quả. Tháng 7 bắt đầu có quả chín và kéo dài đến tháng 9. Cuối tháng 10, phần thân khí sinh tàn lụi dần, lá rụng, để lại một vết sẹo ở đầu củ sâm và cây bắt đầu giai đoạn ngủ đông hết tháng 12. Chính căn cứ vào vết sẹo trên đầu củ mỗi mùa đông đến mà người ta có thể nhận biết cây sâm bao nhiêu tuổi, phải ít nhất 3 năm tuổi tức trên củ có một sẹo (sau 3 năm đầu sâm chỉ rụng một lá) mới có thể khai thác, khuyến cáo là trên 5 năm tuổi. Mùa đông cũng là mùa thu hoạch tốt nhất phần thân rễ của sâm.

## Dược tính
Từ năm 1973 đến nay, đã có nhiều cơ quan, nhà khoa học trong và ngoài nước nghiên cứu về sâm Ngọc Linh, và gần 50 nghiên cứu sinh đã bảo vệ thành công luận án phó tiến sĩ, tiến sĩ từ các công trình nghiên cứu về loài cây quý hiếm này.
Trong hai năm 1974 và 1975, Viện Dược liệu thuộc Bộ Y tế nghiên cứu thấy thành phần saponin triterpen của tam thất, nhân sâm và sâm Ngọc Linh có 9 hoặc 11 chất có Rf ngang nhau, màu giống nhau ở hai hệ dung môi khác nhau. Theo đánh giá của Nguyễn Minh Đức, Võ Duy Huấn trong nǎm 1994 thì từ sâm Ngọc Linh đã chiết được 50 hợp chất, xác định cấu trúc hóa học cho thấy 26 hợp chất có cấu trúc đã biết (thường thấy ở sâm Triều Tiên, sâm Mỹ, sâm Nhật) và 24 saponin pammaran có cấu trúc mới không bắt gặp tại các loại sâm khác trên thế giới. Sâm Ngọc Linh chứa chủ yếu các saponin triterpen, nhưng cũng là một trong những cây sâm có hàm lượng saponin khung pammaran cao nhất (khoảng 12-15%) và số lượng saponin nhiều nhất so với các loài khác của chi Panax. Ngoài ra trong sâm Ngọc Linh còn có 14 axít béo, 16 amino acid (trong đó có 8 amino acid không thay thế được) và 18 nguyên tố đa lượng, vi lượng.
Những kết quả nghiên cứu mới nhất bổ sung thêm danh sách saponin và amino acid dài hơn nữa. Theo tiến sĩ Nguyễn Bá Hoạt cán bộ Viện Dược liệu thì về mặt hoá học, thân rễ và rễ củ sâm Ngọc Linh hiện nay (2007) đã phân lập được 52 saponin trong đó 26 sanopin thường thấy ở sâm Triều Tiên, sâm Mỹ, sâm Nhật. Trong lá và cọng đã phân lập được 19 saponin pammaran, trong đó có 8 saponin có cấu trúc mới. Đã xác định được trong sâm Ngọc Linh 17 amino acid, 20 chất khoáng vi lượng và hàm lượng tinh dầu là 0,1%.

## Tác dụng
Trước khi có những nghiên cứu kỹ lưỡng về tác dụng đối với sức khỏe của sâm Ngọc Linh, sâm đã được các dân tộc thiểu số Việt Nam, như người Xê Đăng, dùng như một loại thuốc trong những bài thuốc cổ truyền cầm máu, lành vết thương, làm thuốc bổ, trị sốt rét, đau bụng. Theo tiến sĩ Nguyễn Bá Hoạt, Phó viện trưởng Viện Dược liệu Việt Nam, những kết quả nghiên cứu dược lý thực nghiệm sâm Ngọc Linh đã chứng minh tác dụng chống stress vật lý, stress tâm lý và trầm cảm, kích thích hệ miễn dịch, chống oxy hóa, lão hóa, phòng chống ung thư, bảo vệ tế bào gan. Nghiên cứu dược lý lâm sàng của sâm Ngọc Linh cũng cho kết quả tốt: bệnh nhân ăn ngon, ngủ tốt, lên cân, tăng thị lực, hoạt động trí tuệ và thể lực cải thiện, gia tăng sức đề kháng, cải thiện các trường hợp suy nhược thần kinh và suy nhược sinh dục, nâng cao huyết áp ở người bị huyết áp thấp. Ngoài ra sâm hiệp lực tốt với thuốc kháng sinh, thuốc trị bệnh tiểu đường.

## Bảo tồn và nhân giống

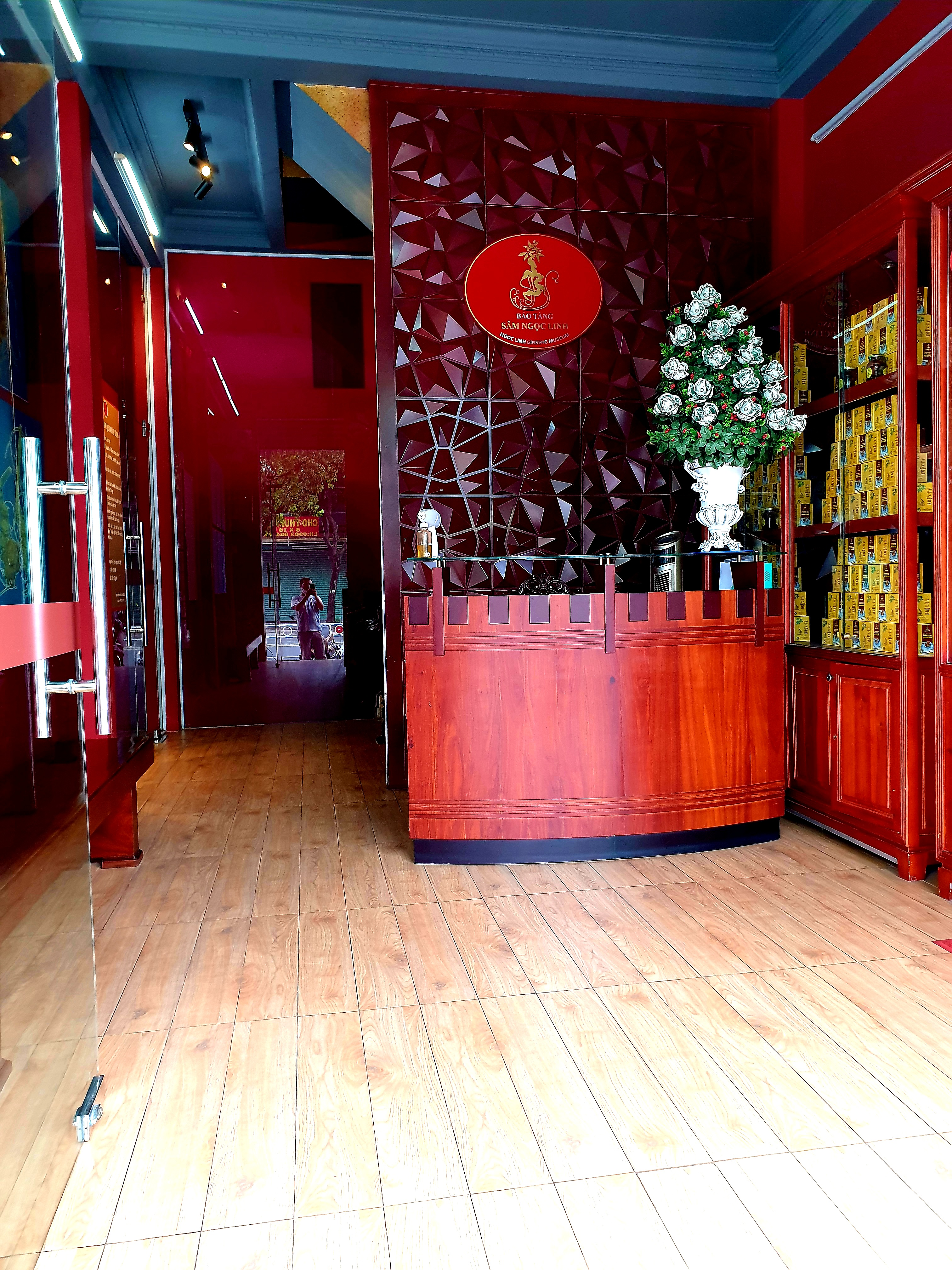
Bảo tàng sâm Ngọc Linh ở đường Nguyễn Sơn tại Tân Phú

Sau khi dược tính và tác dụng đối với sức khỏe của sâm Ngọc Linh được công bố công khai trên các phương tiện thông tin đại chúng, những năm 80 của thế kỷ XX, trên thị trường tự do giá sâm Ngọc Linh tương đương giá sâm Triều Tiên và vào những năm 90, giá sâm Ngọc Linh còn đắt hơn sâm Triều Tiên nhiều lần. Theo dược sĩ Đào Kim Long thì ngay cả dân Hàn Quốc, Nhật Bản, xứ sở của sâm, cũng qua đây tìm cho được sâm Ngọc Linh để chữa bệnh. Việc khai thác, mua bán và sử dụng tràn lan chưa có quy định quản lý, bảo vệ cùng các chính sách, giải pháp đầu tư, quy hoạch phát triển khiến trên 108 vùng sâm mọc tự nhiên giữa Quảng Nam và Kon Tum dần cạn kiệt, kéo theo hàng ngàn hecta rừng nguyên sinh bị tàn phá nặng nề.
Trước nguy cơ tuyệt chủng của giống sâm quý, Chính phủ Việt Nam đã quyết định thành lập vùng cấm quốc gia ở khu vực có sâm mọc tập trung tại 2 tỉnh Kon Tum và Quảng Nam, đồng thời xếp sâm Ngọc Linh vào danh sách các loại cây cấm khai thác, mua bán bất hợp pháp.
Để bảo vệ và phát triển cây thuốc này cùng một số cây dược liệu khác, Trại dược liệu Trà Linh được thành lập tại Quảng Nam. Tính đến tháng 4 năm 1987, trại đã thu được 53,3 kg thân rễ, trồng được 81.000 cây sâm và đến tháng 9 nǎm 1992 trại đã có 100.000 cây. Từ nǎm 1985, Trại đã áp dụng các biện pháp bón phân và chǎm sóc để tǎng nǎng suất thân rễ, tǎng tỷ lệ nảy mầm và tỷ lệ cây sống.
Từ tháng 1 năm 1995, công việc nghiên cứu gieo trồng sâm Ngọc Linh được tiến hành một cách có hệ thống hơn tại Trại Dược liệu Trà Linh, với việc nhân giống bằng cây lai hữu tính và vô tính, gia tăng diện tích trồng, vận động bà con dân tộc thiểu số trong vùng nhận giống về nuôi. Kết quả của những nỗ lực từ Trại Dược liệu đã giúp tăng số lượng hạt đậu trên cây, tỷ lệ nảy mầm của hạt cao đến 75% khi gieo trồng và tỷ lệ cây sống khi trồng đại trà lên tới 95%. Đặc biệt, với việc áp dụng thành công phương pháp nhân giống vô tính bằng cách ươm đoạn đầu của thân rễ trong túi polyethylen hoặc ươm trên đất mùn cho tỷ lệ sống và đâm chồi tới 65%. Cây nhân bản vô tính mọc khỏe, nhanh, ra hoa sớm và năng suất thân rễ và củ cao hơn so với cây mọc từ hạt.
Đến nay, trại Trà Linh đã quản lý điểm trồng sâm trên 3ha với hơn 270.000 cá thể, trong đó gần 100.000 cây đang ra hoa đậu quả (cây trên 4 tuổi); đồng thời gieo ươm 50-70 ngàn cây giống mỗi năm. Trong khi đó, tại Kon Tum, lâm trường Ngọc Linh đang lưu giữ 4.000 mét vuông cây sâm ở xã Măng Ri (huyện Đăk Tô) nhưng trồng chưa đúng kỹ thuật nên cây còi cọc, ra hoa đậu quả không đáng kể nên trước mắt còn chưa sản xuất được giống.

## Thương hiệu sâm Việt Nam

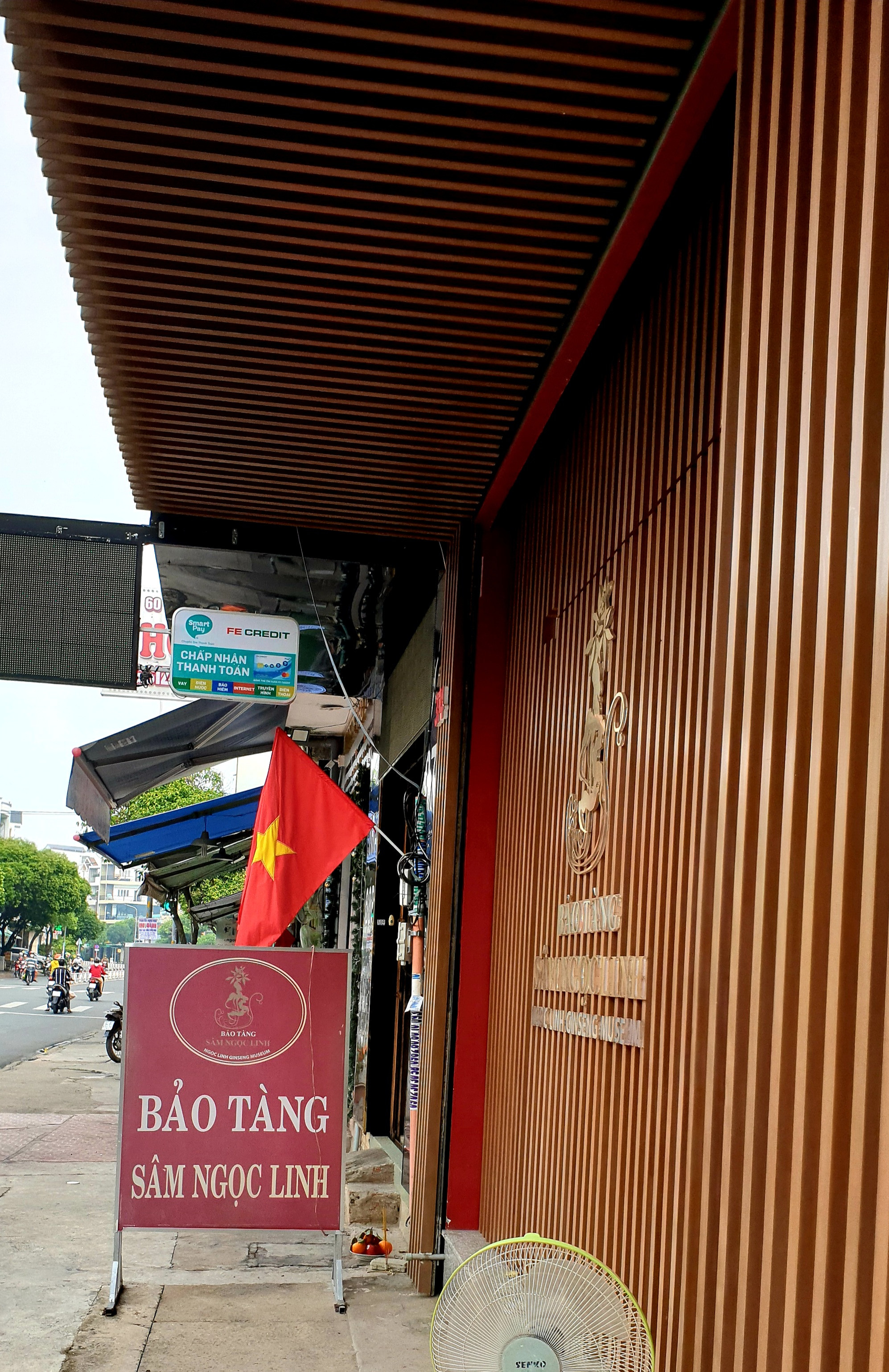
Bảo tàng sâm Ngọc Linh ở đường Nguyễn Sơn, quận Tân Phú, TP.HCM

Tuy cây sâm Ngọc Linh đã thoát nguy cơ tuyệt chủng nhưng độ an toàn còn thấp và mức độ đe dọa vẫn ở bậc E trong sách đỏ Việt Nam. Chính phủ Việt Nam và Bộ Y tế đang từng bước nghiên cứu giải pháp đầu tư phát triển bền vững cho công nghiệp dược phẩm và xuất khẩu với việc đưa sâm Ngọc Linh trở thành cây trồng chính cho vùng cao, khai thác lợi thế khí hậu, thổ nhưỡng để trồng sâm theo hướng sản xuất hàng hóa và tạo vùng nguyên liệu, hướng tới khẳng định một thương hiệu "sâm Việt Nam"  như "sâm Triều Tiên", "sâm Trung Quốc", "sâm Nhật Bản", "sâm Mỹ". Cùng với hướng mở rộng diện tích trồng sâm là sự nghiêm cấm khai thác khi cây sâm còn non, chưa đủ 6 tuổi, và các nhà khoa học cũng đồng thời tiến hành nghiên cứu thăm dò tại những vùng núi khác có khí hậu, cao độ tương đương thuộc Trung Trung bộ, để xác định và mở rộng vùng sinh trưởng của sâm.
Tuy vậy, loại sâm quý này bị làm giả và bày bán trên thị trường. Sâm giả là củ tam thất vũ diệp, mọc nhiều ở vùng núi cao thuộc một số tỉnh phía bắc Việt Nam và vùng Vân Nam (Trung Quốc). Lá củ tam thất nhọn hơn, lông tơ của lá cứng hơn, nhưng củ thì giống y sâm Ngọc Linh. Khi nấu nước uống, củ tam thất đắng nghét chứ không có vị đắng lẫn ngọt mát đặc trưng của sâm Ngọc Linh. Loại củ này chỉ có giá chừng vài trăm nghìn đồng/kg nhưng khi đội lốt sâm Ngọc Linh, giá lên đến vài chục triệu đồng/kg.
Những củ tam thất này được bơm chất kích thích trong quá trình trồng để lên mầm sớm, giúp vòng đời của cây nhanh hơn so với tự nhiên nhằm tạo nên những mắt giống củ sâm Ngọc Linh thật. Ngoài ra, vị đắng ngọt của sâm cũng được làm giả rất nguy hiểm bằng cách tẩm hóa chất vào củ tam thất hay tiêm chất bảo quản để giữ củ tươi lâu.